# Jennifer Meyer
Jennifer Meyer (født 3. april 1977) er en jødisk-amerikansk juveldesigner, hvis debutsmykke - en 18-karats guldamulet formet som et blad - blev båret af Jennifer Aniston i filmen The Break-Up fra 2006.

## Privat
Meyer er datter af Universal Studios-chefen, Ron Meyer.
Hun er gift med Spiderman-skuespilleren Tobey Maguire,
med hvem hun har datteren, Ruby Sweetheart Maguire, som blev født 10. november 2006. Parret har også sønnen Otis Tobias Maguire, som blev født den 8. maj 2009.
Meyer og Maguire mødte hinanden i 2003 og blev gift i 2007 på Hawaii.

## Jennifer Meyer Jewelry
Meyer begyndte i juvelbranchen, da hun var bare seks år gammel. Hendes bedstemor, Edith Meyer, var også juveldesigner, og hun lærte Meyer de grundlæggende teknikker til at forme juveler. Som ung kom Meyer til at arbejde i større modehuse såsom Giorgio Armani og senere Ralph Lauren.
Jennifer gik over til at lave smykker, da hun efter en lang periode forgæves havde ledt efter et bestemt smykke, og til sidst besluttede hun at lave det selv. Efter at have taget adskillige kurser i juvelmageri og efter at have talt med andre juvelerer designede hun sit varetegn: en 18-karats guldamulet.
Selvom Meyer havde gode forbindelser gennem sin far, Universal Studios-chefen, Ron Meyer, og sin mand, Tobey Maguire, fik hendes smykker først national debut, da en stylist udvalgte Meyers bladformede øreringe til Jennifer Aniston i filmen The Break-Up.
Denne “reklame” gjorde, at Meyer besluttede at starte sit eget firma, Jennifer Meyer Jewelry, og hende kollektioner af ringe, armbånd, halskæder, amuletter og øreringe kan købes i luksuriøse butikker i Los Angeles og Californien.
Meyers kendte kunder omfatter Jennifer Aniston, Courteney Cox, Lindsay Lohan, Kate Hudson, Nicole Kidman, Kirsten Dunst, Julia Roberts, Mischa Barton, Lara Flynn Boyle, Ali Larter, Rachel Blanchard, Gabrielle Anwar, Bonnie Hunt, Katie Holmes, Ashley Olsen, Jennifer Garner, Jennie Garth og Demi Moore, og hun blev i 2007 udnævnt som "Jeweller of the Year" af det amerikanske blad US Magazine - "Hot Hollywood Style" tillæg.
Meyer har også designet den medaljon, som Peter Parker giver til Mary Jane Watson i Spider-Man 3.
Meyer begyndte at sætte rubiner i sine smykker til ære for sin datter, Ruby. Hun har også fortalt til US Magazine, at hun nu bærer en rubin hver dag for at fejre sit første barns tilblivelse.